# Boone megye (Nebraska)
Az USA-beli Nebraska államban található Boone megye. Megyeszékhelye és legnagyobb városa Albion. Lakosainak száma 5379 fő (2020. április 1.). Boone megye Antelope, Nance, Wheeler, Greeley, Madison és Platte megyékkel határos. .

## Története
A megyét 1871-ben alapították és Daniel Boone-ról nevezték el.

## Földrajza
A megye területe 1,780 km² amiből mindössze 1 km² vízfelület.

### Szomszédos megyék
- Madison megye – (északkelet)
- Platte megye – (délkelet)
- Nance megye – (dél)
- Greeley megye – (délnyugat)
- Wheeler megye – (északnyugat)
- Antelope megye – (észak)

### Városok
- Albion
- Cedar Rapids
- Petersburg
- Primrose
- Raeville
- St. Edward

## Népesség
A megye népességének változása:
| Lakosok száma | 5498 | 5387 | 5420 | 5388 | 5315 | 5379 |
|               | 2010 | 2011 | 2012 | 2013 | 2015 | 2020 |